# Larifuga dentifer
Larifuga dentifer is een hooiwagen uit de familie Triaenonychidae.